# École de Gaza
L’École de Gaza est une expression créée par l'helléniste Karl Bernhard Stark en 1852 pour désigner une école de rhétorique antique située dans la ville de Gaza et qui connaît sa période d'activité principale tout à la fin de l'Antiquité, aux Ve et VIe siècles apr. J.-C. Les orateurs de cette école déclamaient en grec ancien dans un style attique qui se réclamait des orateurs de la Grèce classique. Les principaux représentants de l'école de Gaza sont Procope de Gaza, Chorikios de Gaza, Jean de Gaza, ainsi que des auteurs comme Énée de Gaza ou Timothée de Gaza.